# Флаг городского поселения Свердловский
Флаг муниципального образования городское поселение Свердло́вский Щёлковского муниципального района Московской области Российской Федерации — опознавательно-правовой знак, служащий официальным символом муниципального образования.
Флаг был утверждён 18 мая 2010 года и внесён в Государственный геральдический регистр Российской Федерации с присвоением регистрационного номера 6478.
Законом Московской области от 23 мая 2018 года № 69/2018-ОЗ 5 июня 2018 года городское поселение Свердловский и сельское поселение Анискинское Щёлковского муниципального района были объединены с городским округом Лосино-Петровский.

## Описание
«Прямоугольное полотнище с отношением сторон 2:3, разделённое на красную и зелёную части нисходящей диагональю, на которую наложена белая полоса (максимальной шириной 1/4 ширины полотнища), волнистая внизу и стенозубчатая вверху, сквозь которую в середине продет жёлтый вертикальный ткацкий челнок из герба городского поселения Свердловский».

## Символика
Челнок — символ прядильно-ткацкого производства — старинного промысла, послужившего основой становления посёлка. Тонкосуконная фабрика, основанная в 1831 году, с 1921 года носит имя Я. М. Свердлова, а с 1928 года его именем назван и вновь образованный посёлок, в настоящее время являющийся административным центром одноимённого городского поселения.
Волнистая нижняя часть составной перевязи символизирует реку Клязьму, протекающую по территории поселения.
Верхняя часть перевязи (городская стена) заимствована из графского герба Брюсов.

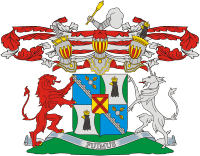
Герб рода графа Брюса

Этот род включает в себя нескольких российских государственных деятелей. Ярким представителем этого рода был генерал-фельдмаршал, граф Яков Вилимович Брюс (1670—1735) — сподвижник Петра I. Брюс прославил себя в войне со Швецией (1708 год), где он командовал левым крылом российских войск. В битве под Полтавой Яков Вилимович командовал всей русской артиллерией. В 1718 году Яков Брюс представлял Россию на Аландском мирном конгрессе. Яков Брюс и барон Андрей Остерман в 1721 году на конгрессе в городе Ништадт, соблюдая выгоды России, сумели удержать за ней — Лифляндию, Эстляндию, Ингерманландию, часть Карелии с Выборгским уездом.
После смерти Петра I Яков Вилимович Брюс отошёл от государственных дел, и остаток своих дней провёл в своей подмосковной усадьбе Глинки. Усадьба располагалась в живописной местности, на месте слияния рек Клязьма и Воря (ранее Богородский уезд, а теперь Щёлковский район, деревня Корпуса).
6 июля 1989 года был утверждён герб деревни Корпуса, включавшего городскую стену из герба Брюса. Эта фигура (городская стена) является связующим звеном современного герба поселения и герба деревни Корпуса, входящей в настоящее время в состав городского поселения Свердловский.
Красный цвет — символ мужества, жизнеутверждающей силы и красоты, праздника, труда.
Зелёный цвет символизирует весну, здоровье, природу, надежду.
Белый цвет (серебро) — символ чистоты, ясности, открытости, божественной мудрости, примирения.
Жёлтый цвет (золото) — символ высшей ценности, величия, великодушия, богатства, урожая.